# Pleurothallis amaralii
Pleurothallis amaralii är en orkidéart som beskrevs av Guido Frederico João Pabst. Pleurothallis amaralii ingår i släktet Pleurothallis och familjen orkidéer. Inga underarter finns listade i Catalogue of Life.